# جيمس دوغلاس (قاضي)
جيمس دوغلاس (بالإنجليزية: James Douglas)‏ هو قاضي أسترالي، ولد في 9 فبراير 1950.